# Litchfield
Litchfield es una ciudad ubicada en el condado de Hillsdale en el estado estadounidense de Míchigan. En el Censo de 2010 tenía una población de 1369 habitantes y una densidad poblacional de 208,59 personas por km².

## Geografía
Litchfield se encuentra ubicada en las coordenadas 42°2′27″N 84°45′18″O / 42.04083, -84.75500. Según la Oficina del Censo de los Estados Unidos, Litchfield tiene una superficie total de 6.56 km², de la cual 6.47 km² corresponden a tierra firme y (1.46%) 0.1 km² es agua.

## Demografía
Según el censo de 2010, había 1369 personas residiendo en Litchfield. La densidad de población era de 208,59 hab./km². De los 1369 habitantes, Litchfield estaba compuesto por el 96.86% blancos, el 0.29% eran afroamericanos, el 0.73% eran amerindios, el 0.15% eran asiáticos, el 0% eran isleños del Pacífico, el 1.1% eran de otras razas y el 0.88% pertenecían a dos o más razas. Del total de la población el 2.92% eran hispanos o latinos de cualquier raza.